# ブリュッセル＝リュクサンブール駅

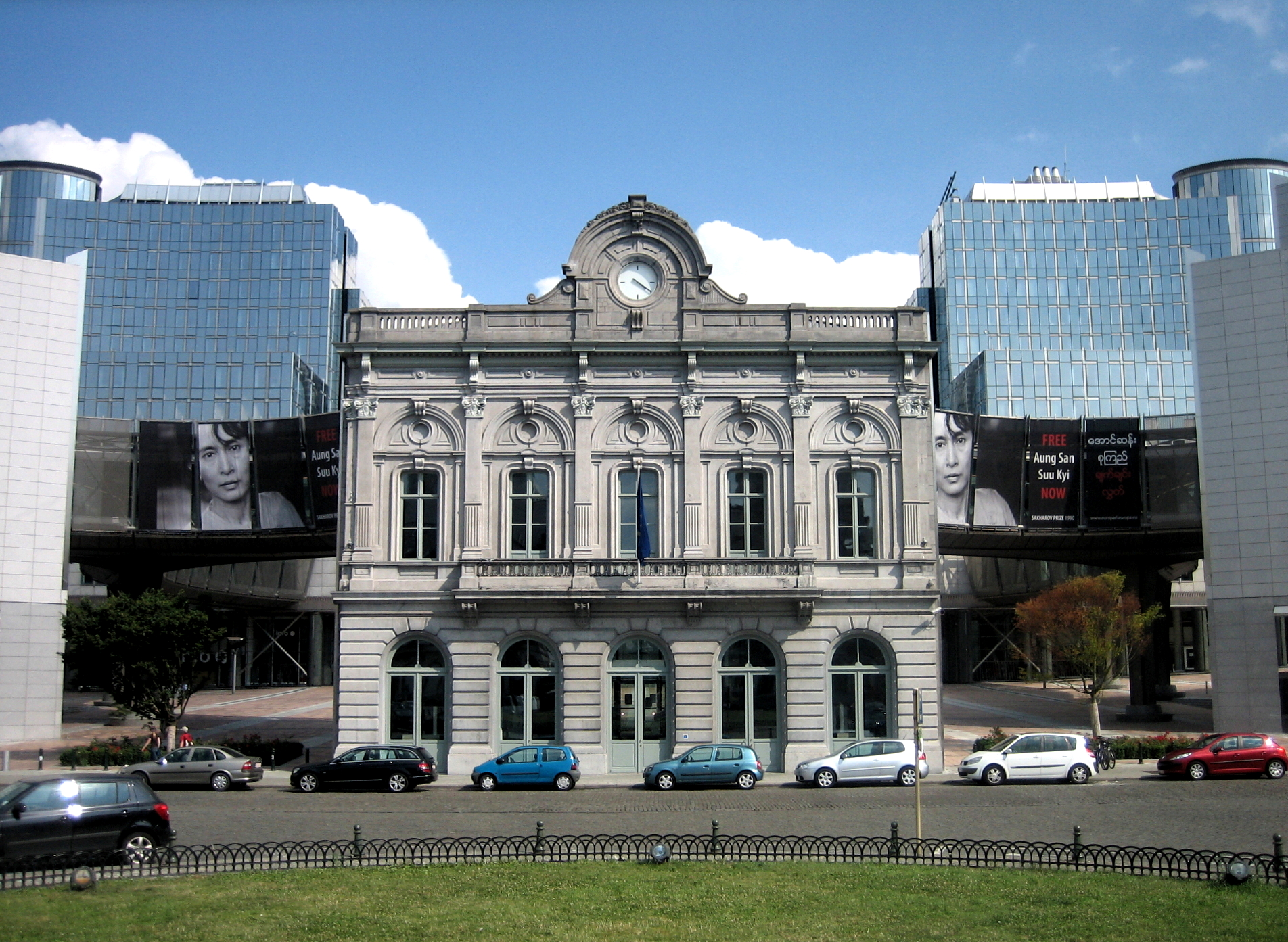
旧駅舎のファサード

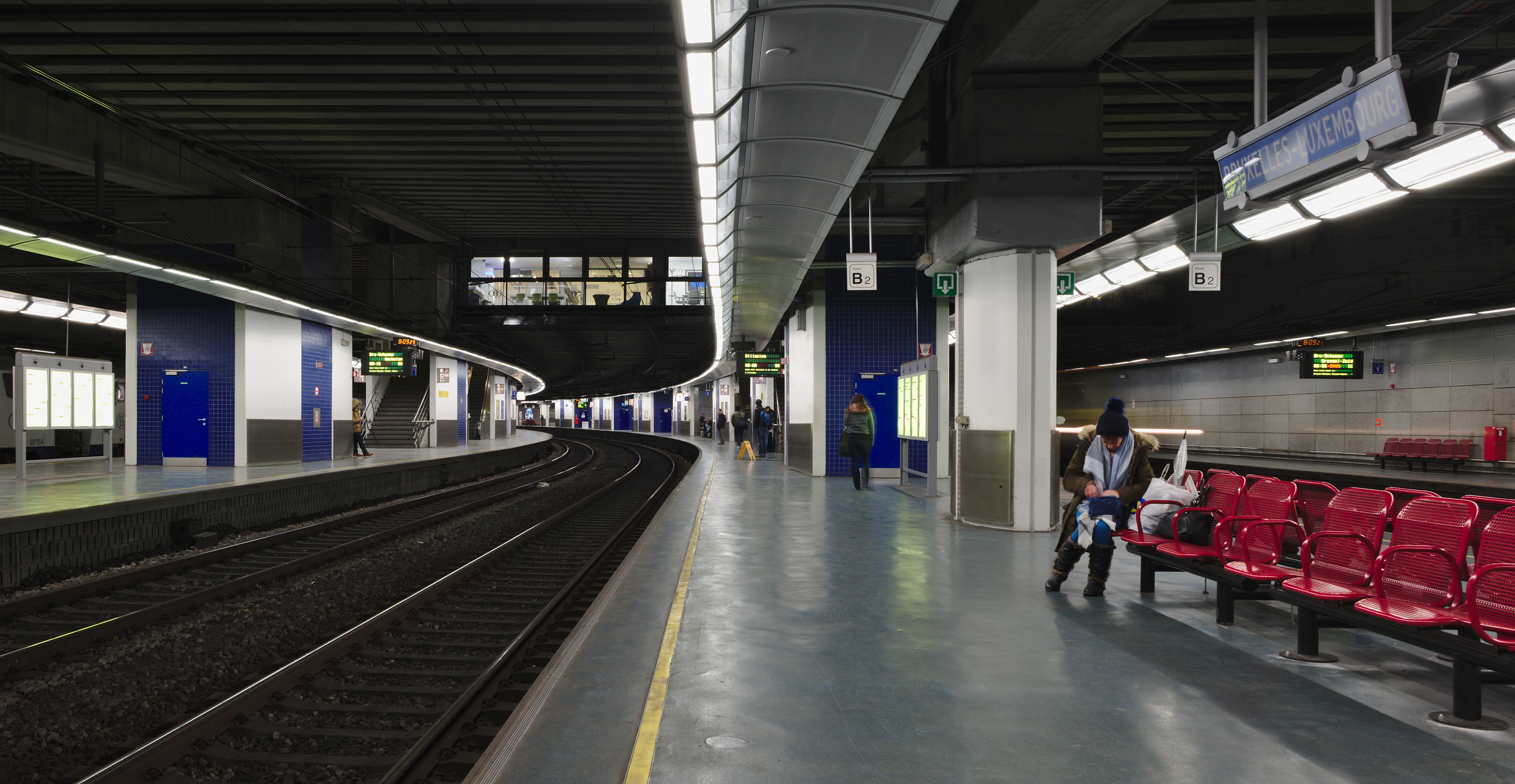
地下のプラットフォーム

ブリュッセル＝リュクサンブール駅（仏：Gare de Bruxelles-Luxembourg, 蘭：Station Brussels-Luxemburg）は、ブリュッセルのイクセルにあるベルギー国鉄161号線の鉄道駅である。欧州議会が入居するエスパース・レオポルド会議場に隣接している。

## 沿革
1854年8月23日に開業し、国王レオポルド1世にちなんでカルティエ＝レオポルド駅（仏：Gare du Quartier-Léopold）と名付けられた。2000年5月28日に列車の主要な目的地であるリュクサンブールに改称された。当駅があるウロップ地区は欧州連合の機関が集中しており、駅周辺は大規模な再開発が行われた。駅舎の一部は解体され古典主義建築の旧駅舎のファサードは新しいビルの一部となった。プラットフォームは地下に移設され地上部は広場とバスターミナルになった。駅の改築は2009年に完了した。

## 地下鉄
2020年頃を目途とした長期的な計画でブリュッセルの地下鉄運行会社MIVBはブリュッセル南駅とリュクサンブール駅間を地下鉄で結ぶ計画を持っている。

## 列車系統
- EC 90/91 (Vauban): ブリュッセル南駅 - チューリッヒ中央駅
- EC 96/97 (Iris): ブリュッセル南駅 - クール駅
- EC 104/105 (Etoile d'Europe): ブリュッセル南駅 - ルクセンブルク駅
- EC 295/296 (Jean Monnet): ブリュッセル南駅 - ストラスブール駅
- INT 102/103 (Grand-Ducal): ブリュッセル南駅 - ルクセンブルク駅
- IC J: ブリュッセル南駅 - ルクセンブルク駅
- IC M: ブリュッセル南駅 - ディナン駅/リール駅
- IR l: バンシュ - ルーバン・ラ・ヴール駅
- L: (Nijvel -) ブリュッセル南駅 - ルーバン・ラ・ヴール駅
- L: Eigenbrakel - ブリュッセル - アールスト駅
- CR: ブリュッセル・ルクセンブルク駅 - オッティニー駅

## 駅概要
- 開業年 1854年8月23日
- 駅コード LX
- 乗り入れ路線 161
- 番線数 6